# Облога Ревеля (1570-1571)
Облога Ревеля 1570—1571 років — перша невдала облога Ревеля (Коливані) московською армією під командуванням лівонського короля Магнуса та царських воєвод Івана Яковлєва, Василя Умного-Количова та князя Юрія Токмакова.

## Передісторія
У 1568 на трон Швеції зійшов король Юхан III, який розірвав укладений у лютому 1567 королем Еріком XIV союзний договір з великим князем Іваном IV Грозним. Московський господар став готуватися до війни зі Швецією, для чого уклав союзну угоду з Данією та трирічне перемир'я з Польщею. Запрошений до Москви молодший брат данського короля Фредеріка II принц Магнус (Арцимагнуса Селяновича за російськими літописами) прийняв пропозицію стати васалом («голдовником») московського монарха і був проголошений «королем Лівонії». Лівонські німці, що знаходилися в московському полоні, були звільнені. 25 червня 1570 року Боярська дума ухвалила рішення направити військо для взяття Ревеля, падіння якого призвело б до втрати Швецією Естляндії.

## Хід облоги
21 серпня 1570 року король Магнус із військом у 1000 осіб найманих кнехтів та лівонських шляхтичів підійшов до Ревеля. Городяни Ревеля, що у 1561 році прийняли підданство Швеції, відкинули направлену їм пропозицію про здачу. Почалася тривала облога. Навпроти міських воріт були споруджені тури, з яких провадився інтенсивний обстріл фортеці. Однак відсутність у Магнуса важких гармат, здатних зруйнувати кам'яні стіни міста, та активність обложених, щодня влаштовували вилазки для руйнування облогових споруд, не дозволяли облягаючим досягти успіху.
16 жовтня до Ревелю прибули царські воєводи боярин Іван Петрович Хірон-Яковлєв із земськими загонами та окольничий Василь Іванович Умний-Количов з опричниками. Загальна чисельність війська становила близько 4—5 тисяч осіб. Воєводи Яковлєв і Количев зажадали здати місто, погрожуючи жорстокими карами за опір. Після того, як магістрат Ревеля відкинув цю вимогу, загони опричників розпочали спустошення та руйнування ревельських околиць. Король Магнус, розуміючи, що жорстокість московитів позбавить його підтримки лівонських шляхтичів, без успіху намагався переконати союзників, що спричинило зіткнення з великокняжими воєводами. Іван Грозний у цій суперечці підтримав Магнуса, головні воєводи І. І. П. Яковлєв та Ст. І. Розумний-Количов були в кайданах доставлені до Москви, а загони опричників відкликані від Ревеля.
Сподівання осадників на зимові труднощі для захисників міста, не виправдалася — шведський флот встиг до настання зими доставити до Ревелю підкріплення, продовольство, дрова та боєприпаси.
12 січня 1571 року до Ревелю прибуло нове військо під командою князя Юрія Токмакова. Зроблений з 16 січня півторамісячний обстріл міста «вогненними ядрами» не дав результату. Під час перестрілок та вилазок городян московське військо втратило понад 100 людей. Епідемія чуми, що почалася восени 1570 року в Ревелі, перекинулася на московське військо, викликавши в ньому велику смертність.
16 березня 1571 року, простоявши під Ревелем «30 тижнів без трьох днів», король Магнус та московські воєводи були змушені зняти облогу та відступити від Ревеля.